# (37920) 1998 FC109
1998 FC109 (asteroide 37920) é um asteroide da cintura principal. Possui uma excentricidade de 0.08499180 e uma inclinação de 4.25630º.
Este asteroide foi descoberto no dia 31 de março de 1998 por LINEAR em Socorro.